# Quatrième guerre macédonienne
Pour les articles homonymes, voir Guerre macédonienne.

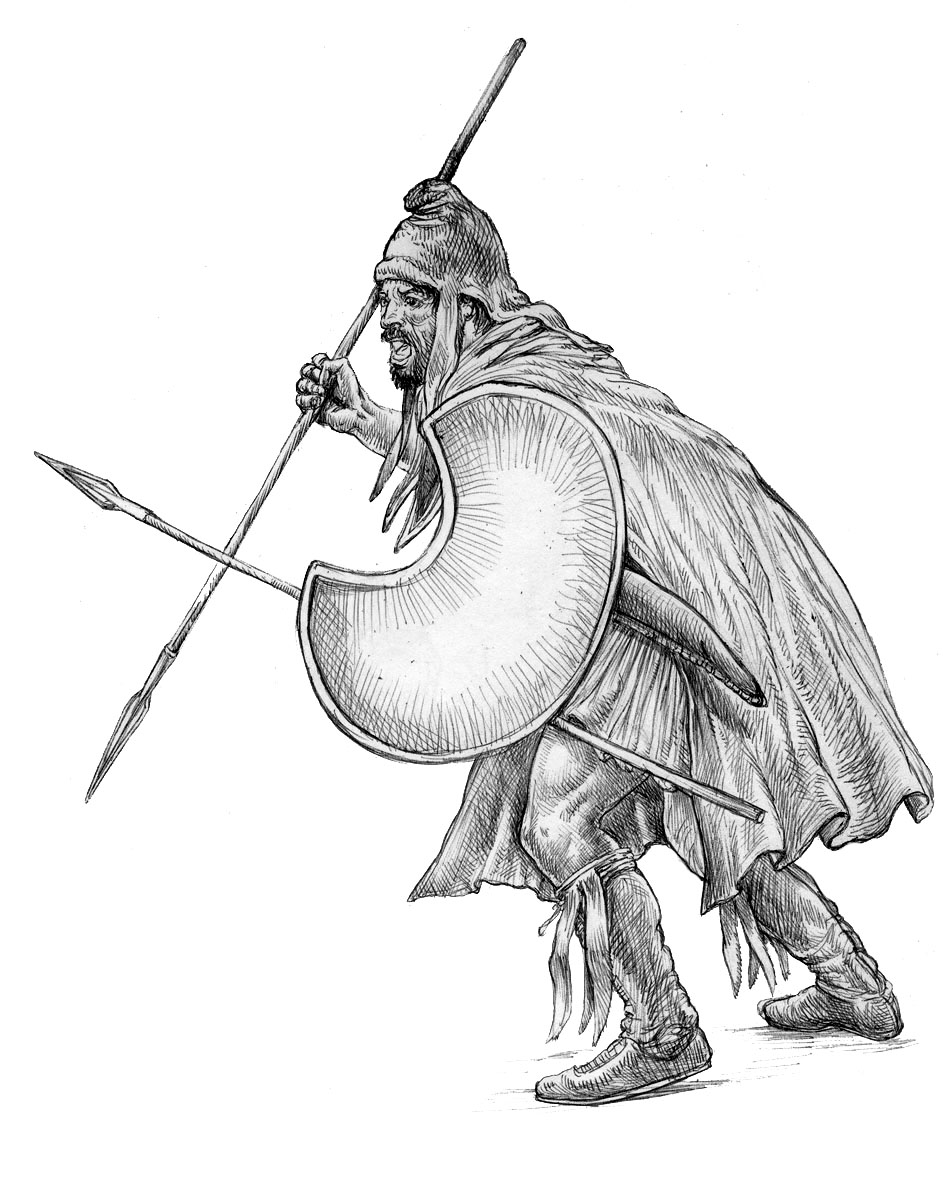
Soldat thrace

La quatrième guerre macédonienne est la dernière d'une série de conflits opposant la Macédoine à la République romaine. Les affrontements se déroulent en Macédoine entre 150 et 148 av. J.-C.
Elle a été causée par l'usurpation du trône de Macédoine par Andriscus, qui revendique sa parenté avec Persée, dernier roi de Macédoine, déposé par les Romains au cours de la Troisième Guerre macédonienne. En 149 av. J.-C., chassé de la cour séleucide de Démétrios Ier Sôter, il se rend en Thrace avant de retourner en Macédoine à la tête d'une armée et fort du soutien de seigneurs macédoniens. Il se fait proclamer roi de Macédoine la même année, se vantant de pouvoir libérer la région de la domination romaine. En effet, grâce à son armée, il vainc dans un premier temps les forces envoyées contre lui. Il bat Scipion Nasica en Thessalie et détruit une légion. Afin d'assurer ses victoires, Andriscus s'allie à Carthage, alors en guerre contre Rome.
Cette alliance inquiéta fortement le sénat romain, qui, profitant d'une baisse de popularité d'Andriscus auprès des macédoniens, dépêcha une grande armée commandée par Quintus Caecilius Metellus contre l'usurpateur en 148 av. J.-C.. Bien qu'Andriscus fut vainqueur lors des premières escarmouches, les armées romaines défirent ses troupes et l'obligèrent à se rendre. S'étant débarrassé des indépendantistes, Rome affermit sa domination sur la Macédoine, qui devint, deux ans plus tard, une province romaine.